# João Resina
João Manuel Resina Rodrigues, conhecido também como (Padre) João Resina, (Carnaxide, 5 de outubro de 1930 - 3 de junho de 2010) foi um padre, filósofo, físico e professor universitário português.

## Biografia
João Resina Rodrigues licenciou-se em Engenharia Química no Instituto Superior Técnico em 1953, apos o que resolveu ser sacerdote. Foi ordenado padre em 1959. Doutorou-se em Filosofia na Universidade Católica de Lovaina.
No início dos anos 1970 ganhou alguma notoriedade pública e a antipatia do regime político de então com a sua ação na capela do Rato, em Lisboa. Foi docente do Departamento de Física do Instituto Superior Técnico (IST) durante mais de 30 anos, onde ensinou, entre outras matérias, História das Ciências e Relatividade. A nível científico destacam-se os seus trabalhos no Centro de Física da Matéria Condensada do IST, bem como várias publicações sobre Física e História e Filosofia das Ciências.
À data da sua morte, a 3 de junho de 2010, era Professor Associado Jubilado do Departamento de Física do Instituto Superior Técnico, membro da Academia das Ciências de Lisboa e pároco da Cruz Quebrada.